# Becky

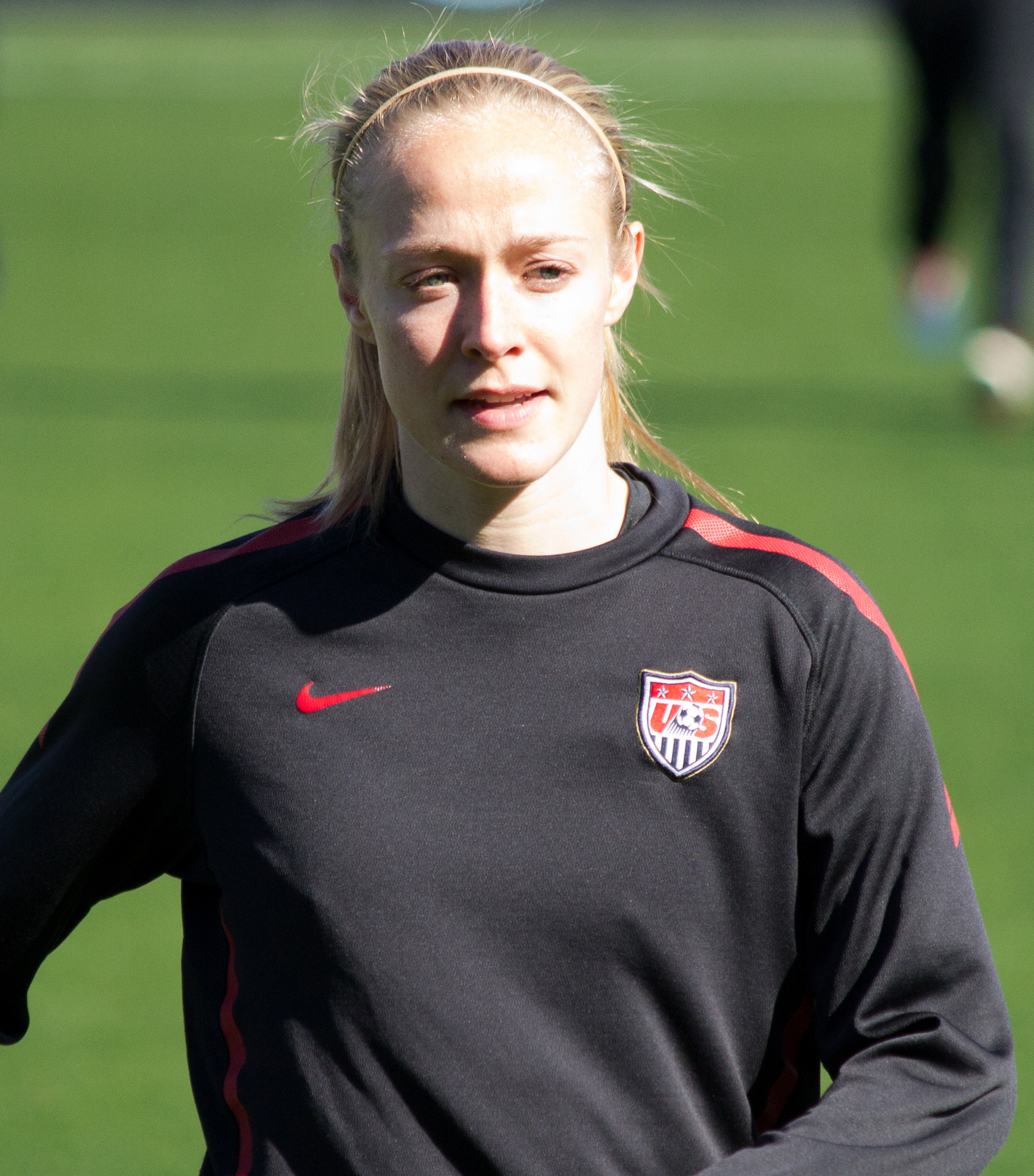
Becky Sauerbrunn

Becky är en engelsk kortform av det hebreiska kvinnonamnet Rebecka. Namnet betyder möjligen kviga eller fastbunden.
Den 31 december 2014 fanns det totalt 55 kvinnor folkbokförda i Sverige med namnet Becky, varav 40 bar det som tilltalsnamn.
Namnsdag: saknas

## Personer med namnet Becky
- Becky Ann Baker, amerikansk skådespelare
- Becky Dyroen-Lancer, amerikansk konstsimmare
- Becky G, amerikansk sångerska
- Becky Hammon, amerikansk-rysk basketspelare
- Becky Kellar, kanadensisk ishockeyspelare
- Becky Sauerbrunn, amerikansk fotbollsspelare